# Donde comen dos
Donde comen dos a ser un programa de televisió que, dins del gènere del docu-xou, viatjava a diferents llocs per a mostrar la varietat gastronòmica que existeix. L'espai, presentat per El Langui i Pablo Pineda, es va emetre en La 1 entre el 26 d'abril i el 21 de juny de 2019.

## Format
Donde comen dos és un format en el qual els presentadors —El Langui i Pablo Pineda—visiten diversos restaurants d'Espanya i també de l'estranger amb la finalitat de descobrir a l'espectador la gastronomia, ja sigui la més tradicional o la de prestigiosos xefs amb Estrellas Michelin. Així mateix, realitzen activitats diferents i mostren històries de superació personal, tot això acompanyats de personatges coneguts o anònims.

## Equip del programa
| Presentador                               | Professió                                              | Durada | Edicions | Edat    |
| ----------------------------------------- | ------------------------------------------------------ | ------ | -------- | ------- |
| Juan Manuel Montilla Macarrón "El Langui" | Actor i raper                                          | 2019   | 1        | 39 anys |
| Pablo Pineda Ferrer                       | Maestro, conferenciant, presentador, escriptor i actor | 2019   | 1        | 44 anys |

## Episodis i audiències

### Temporada 1 (2019)
| Programes emesos | Programes emesos   | Programes emesos  | Programes emesos | Programes emesos |
| Núm.             | Data d'emissió     | Lloc              | Audiència        |                  |
| ---------------- | ------------------ | ----------------- | ---------------- | ---------------- |
| 1                | 26 d'abril de 2019 | Castella-la Manxa | 949 000 (6,6%)   |                  |
| 2                | 3 de maig de 2019  | Extremadura       | 870 000 (6,3%)   |                  |
| 3                | 10 de maig de 2019 | Roma              | 880 000 (6,4%)   |                  |
| 4                | 17 de maig de 2019 | Valencia          | 794 000 (5,7%)   |                  |
| 5                | 24 de maig de 2019 | Madrid            | 823 000 (6,3%)   |                  |
| 6                | 31 de maig de 2019 | Màlaga            | 896 000 (7,1%)   |                  |
| 7                | 14 de juny de 2019 | Guipúscoa         | 658 000 (5,2%)   |                  |
| 8                | 21 de juny de 2019 | Galícia           | 692 000 (5,7%)   |                  |

## Temporades i programes
| Temporada | Temporada | Programes | Estrena            | Final              | Espectadors | Quota |
| --------- | --------- | --------- | ------------------ | ------------------ | ----------- | ----- |
|           | 1         | 8         | 26 d'abril de 2019 | 21 de juny de 2019 | 820 000     | 6,2%  |
| Total     | Total     | 8         | 2019               | 2019               | 820 000     | 6,2%  |